# Вайцзеккер, Марианна фон

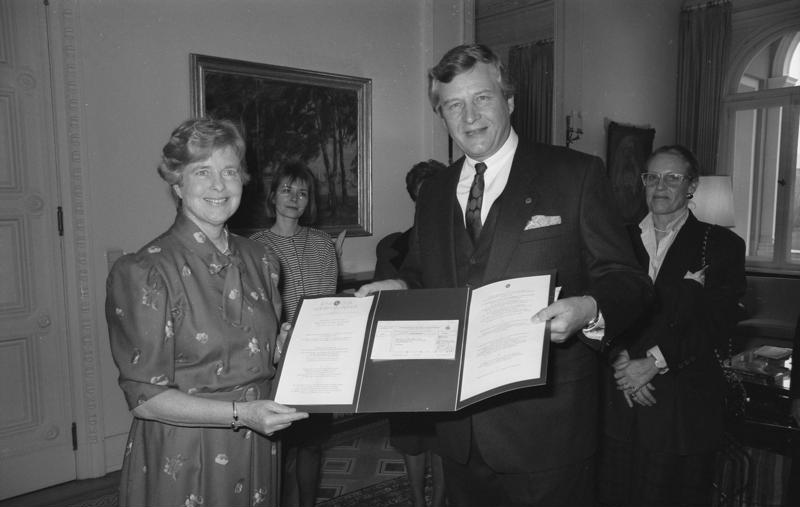
Марианна фон Вайцзеккер в 1990 году

Марианна фон Вайцзеккер (нем. Marianne Margarete Freifrau von Weizsäcker; род. 17 мая 1932, Эссен, Веймарская республика) — общественный деятель, жена Рихарда фон Вайцзеккера. Первая леди Германии с 1984 по 1994 год.

## Биография
Марианна фон Кречманн родилась 17 мая 1932 года, в семье Ганса-Оскара фон Кречманна (1903—1962) и Асты Мор (1908—1971). Марианнна является потомком Теодора фон Кречманна, который возглавлял администрацию герцогства Саксен-Кобург-Заальфельд в качестве главного министра. Её отец был бизнесменом и директором Ассоциации бензола в Гамбурге. Её мать Аста Мор, была приемной дочерью Фрица фон Вальдтхаузена.
Во время второй мировой войны, она вместе с матерью, братьями и сестрами на некоторое время была эвакуирована в Оберстдорф. После окончания средней школы она поступила в Высшую коммерческую школу в Гамбурге, где получила коммерческое образование. 8 октября 1953 года, она вышла замуж за Рихарда фон Вайцзеккера, который работал юристом, в компании Mannesmann. 
До 1962 года, они жили в Эссене и Дюссельдорфе. Затем семья переехала в Ингельхайм, а в 1967 году — в Бонн. Марианна фон Вайцзеккер долгое время посвящала себя воспитанию детей. Когда дети подросли, она стала волонтером в своей церковной общине в Бонне. С 1981 года, будучи супругой правящего мэра Западного Берлина, она взяла на себя представительские и благотворительные обязанности на государственном уровне. Например, в она работала волонтёром в Müttergenesungswerk.
В 1986 году первая леди США, Нэнси Рейган организовала саммит 16 первых леди. На саммите, госпожа Вайцзеккер отказалась рекламировать встречи с молодыми людьми, страдающими наркотической зависимостью. Вместо этого, она предложила во время таких встреч постоянно направлять камеры на молодых людей.
Марианна является почетным членом Немецкого комитета ЮНИСЕФ. С 1985 года в течение десяти лет она была покровительницей «Федеральной ассоциации родителей наркозависимых и находящихся под угрозой употребления наркотиков молодых людей». В 1989 году она основала Фонд Марианны фон Вайцзеккер. Средства из этого фонда передаются по оказанию помощи в интеграции бывшим наркоманам. С 1973 года она была членом отборочной комиссии Немецкого академического стипендиального фонда, а с 1979 года — его попечительского совета. Она была членом совета попечителей Берлинского евангелического общества Йоханнесштифт. C 1988 года она входит в совет Национального фонда борьбы со СПИДом.
После того как ее муж покинул пост федерального президента в 1994 году, она сосредоточилась на своей работе в Фонде Марианны фон Вайцзеккер по оказанию помощи в интеграции бывших наркоманов.
В 2022 году, в её 90-летие её посетили Федеральный президент Германии, Франк-Вальтер Штайнмайер и его супруга Эльке Бюденбендер.
31 декабря 2023 года фонд Марианны фон Вайцзаккер прекратил своё существование.
В сферу ее личных интересов входят искусство, литература и живопись XX века. На данный момент, она проживает в Берлине.

## Потомство
От брака с Рихардом фон Вайцзеккером, Марианна родила четверых детей:
- Роберт Клаус фон Вайцзеккер (род. 1954)
- Андреас фон Вайцзеккер (1956 — 2008)
- Марианна Беатриса фон Вайцзеккер (род. 1958)
- Фриц Экхард фон Вайцзеккер (1960 — 2019)

## Награды
| Страна     | Дата вручения  | Награда                                                                                          | Награда                                                                                          |
| ---------- | -------------- | ------------------------------------------------------------------------------------------------ | ------------------------------------------------------------------------------------------------ |
| Норвегия   | 1986           | Кавалер Большого креста ордена Святого Олафа                                                     | Кавалер Большого креста ордена Святого Олафа                                                     |
| Италия     | 24 апреля 1986 | Кавалер Большого креста декорированного лентой ордена «За заслуги перед Итальянской Республикой» | Кавалер Большого креста декорированного лентой ордена «За заслуги перед Итальянской Республикой» |
| Малайзия   | 1987           | Кавалер ордена Короны Королевства                                                                | Кавалер ордена Короны Королевства                                                                |
| Португалия | 19 июня 1989   | Кавалер Большой цепи ордена Инфанта дона Энрике                                                  | Кавалер Большой цепи ордена Инфанта дона Энрике                                                  |